# Rüstung Heinrichs II. von Frankreich

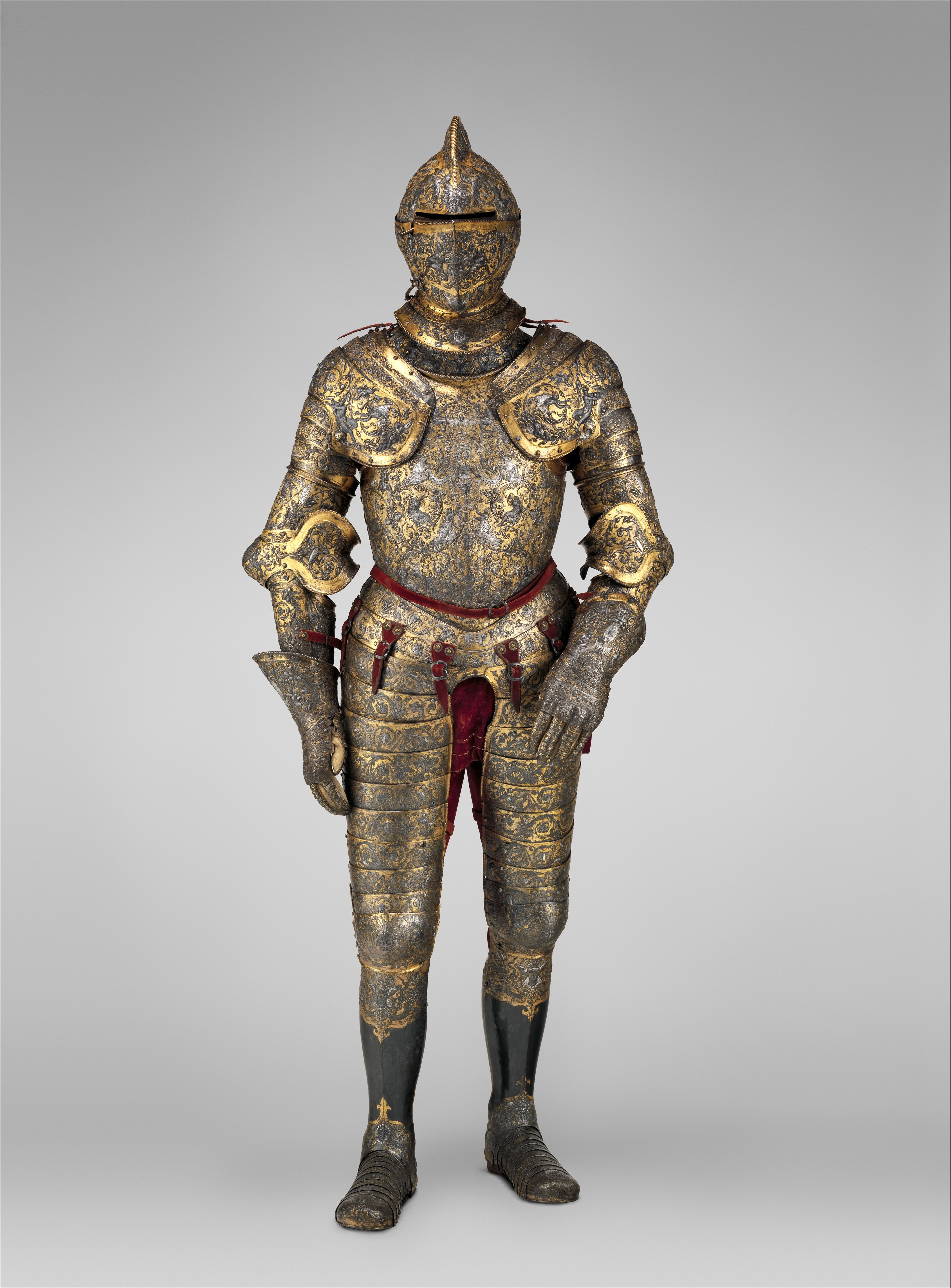
Rüstung Heinrich II. von Frankreich
Metropolitan Museum of Art, New York Inventarnummer 39.121a–n

Die Rüstung König Heinrich II. von Frankreich ist eine Plattenrüstung, die sich heute im Metropolitan Museum of Art in New York befindet.

## Beschreibung
Die Rüstung Heinrichs II. ist eine Plattenrüstung, deren Entstehung im Zeitraum 1553 bis 1555 vermutet wird. Der außergewöhnlich reichen Verzierungen wegen wird sie auch als Paraderüstung bezeichnet, deren Nutzung vorwiegend offiziellen Anlässen wie Paraden und Prozessionen vorbehalten war. Die mehrteilige Rüstung wurde von unterschiedlichen Werkstätten bearbeitet und mit aufwendigen Vergoldungen versehen. Die Dekoration zeigt in der Mitte der Brust einen römischen Krieger, der von zwei knienden Frauen Waffen erhält. Auf den Schultern jagt Apollon die Nymphe Daphne (vorne), während hinten Apollon mit dem getöteten Monster Python dargestellt ist. 
Es sind zwanzig Vorzeichnungen für die Dekoration der Rüstung erhalten. Eine davon ist von Jean Cousin dem Älteren, die anderen stammen entweder von Étienne Delaunne oder Baptiste Pellerin.

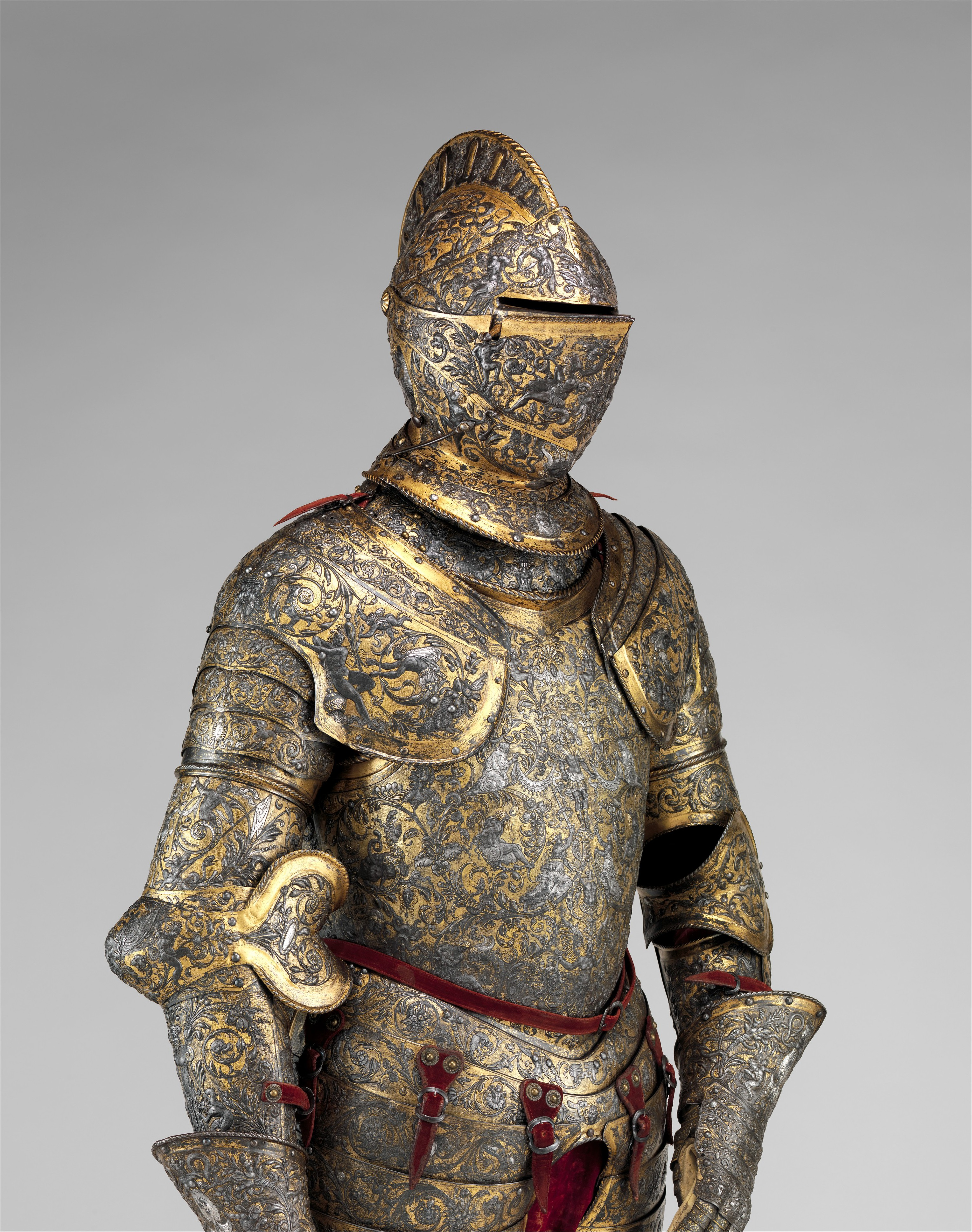
Frontpanzer
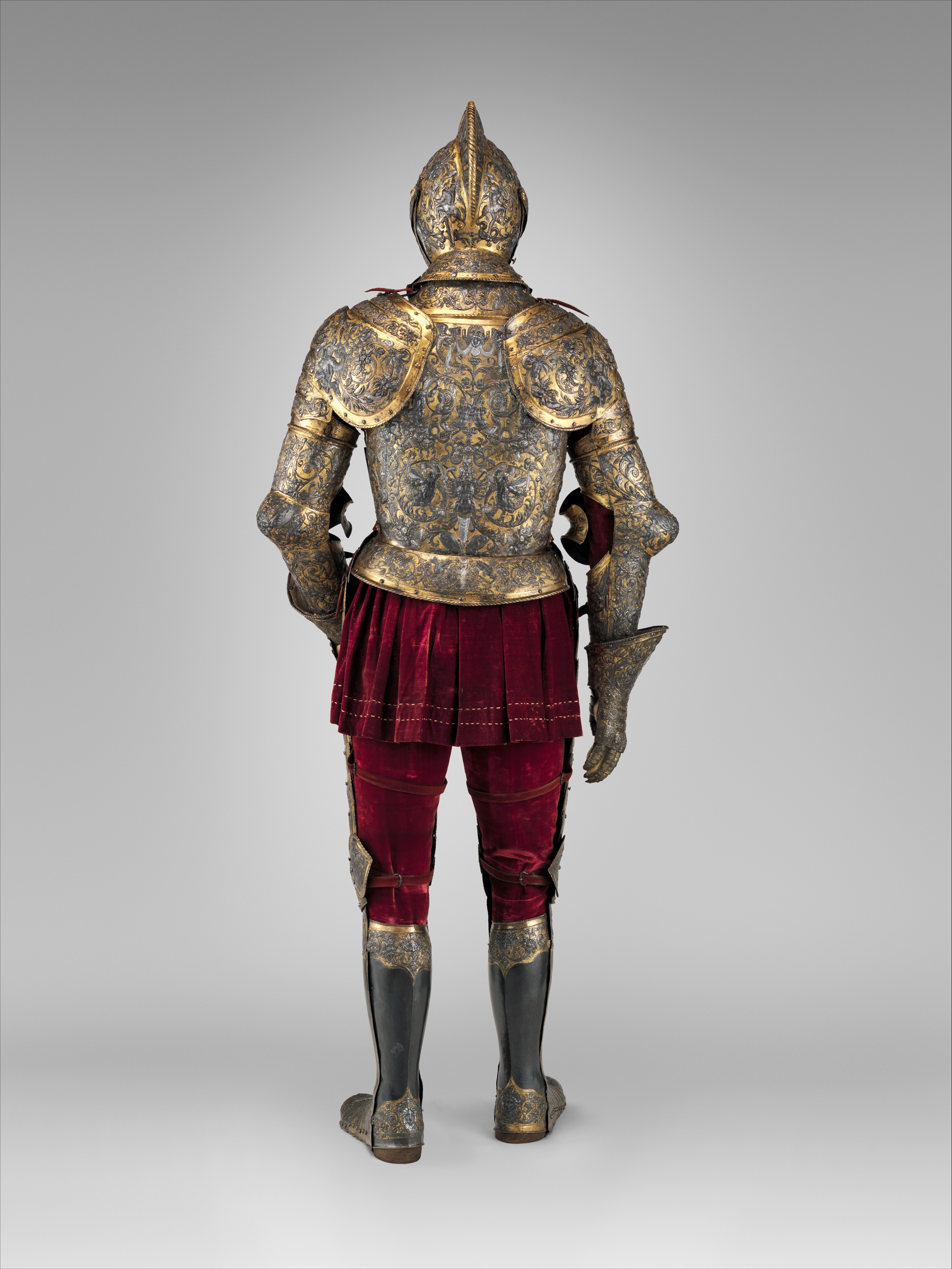
Rückenteil
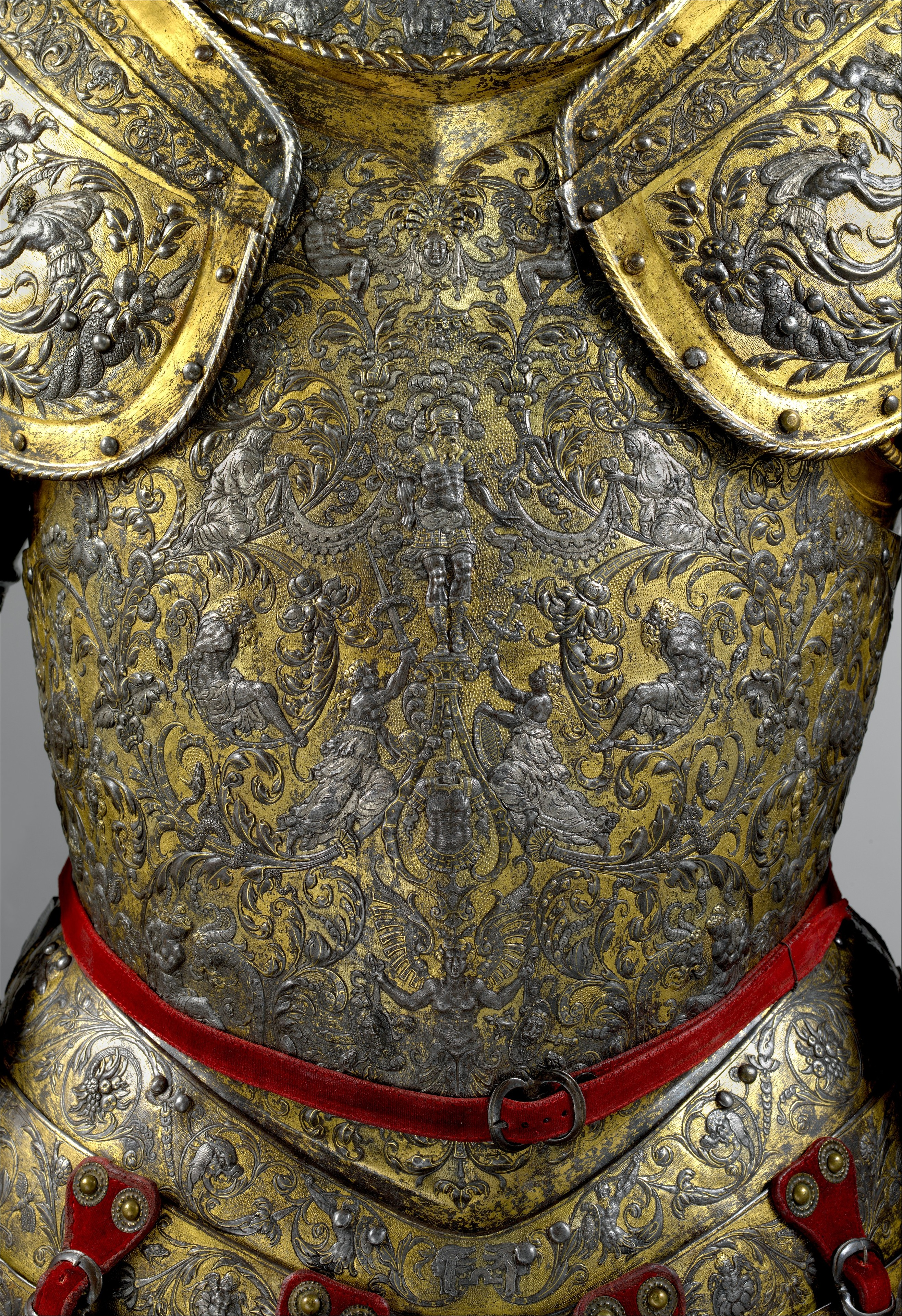
Frontpanzer, Detail
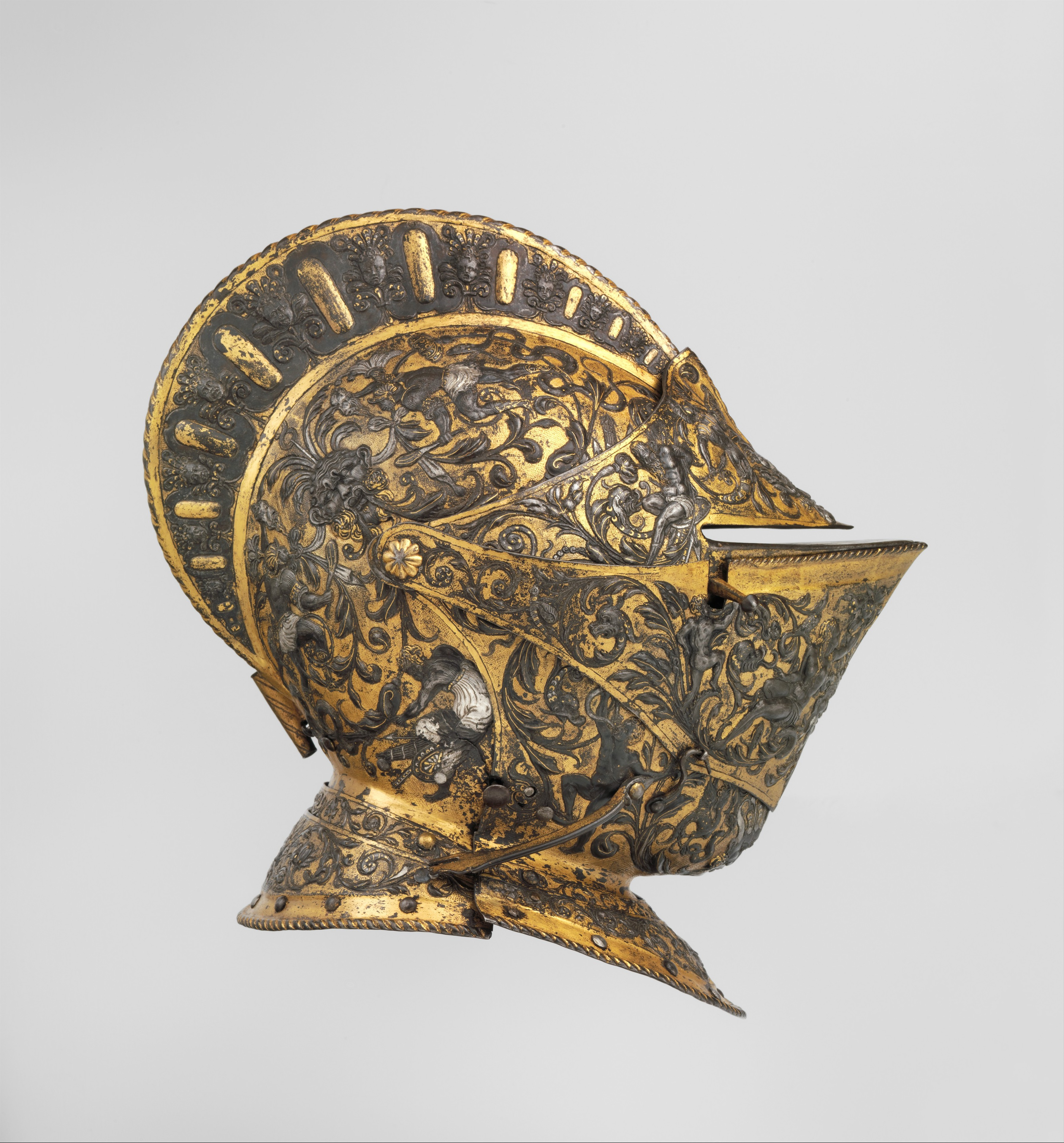
Helm
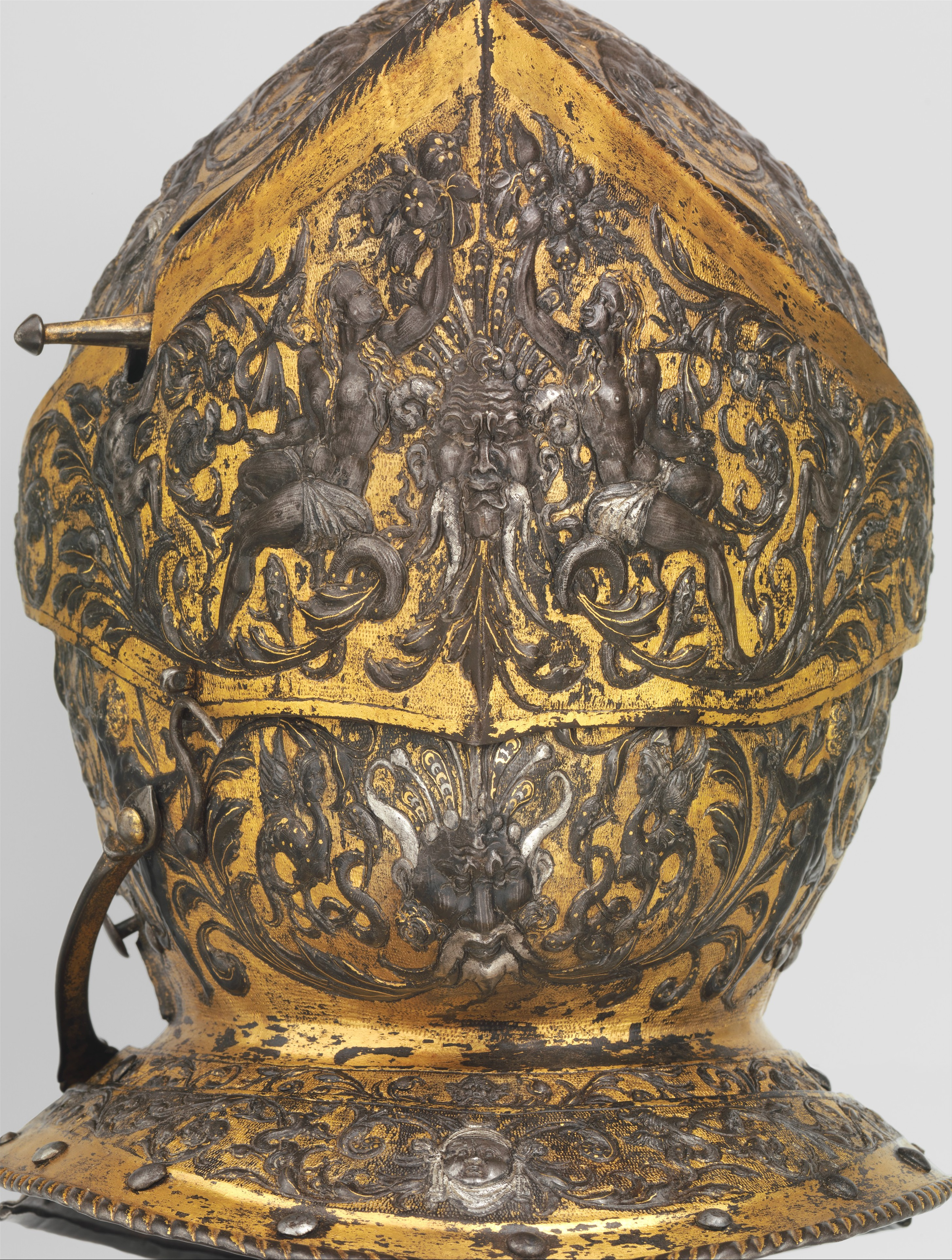
Helm
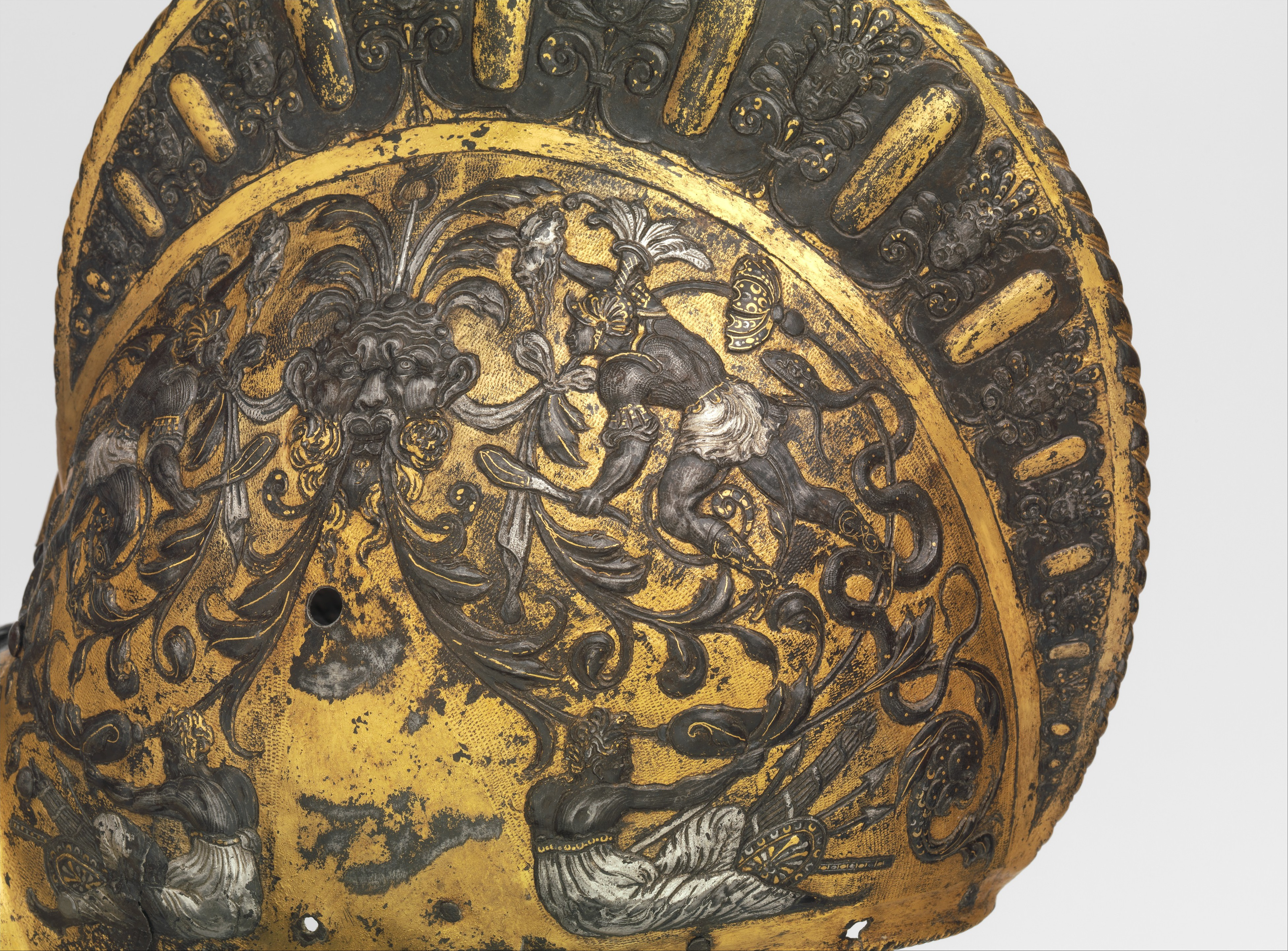
Helm

## Herkunft
Die ursprünglich im Besitz von Heinrich II. befindliche Rüstung befand sich seit spätestens 1804 im Besitz von Carl August, Großherzog von Sachsen-Weimar-Eisenach im Weimarer Stadtschloss und wurde an dessen Erben weitergegeben, zuletzt an Wilhelm Ernst, Großherzog von Sachsen-Weimar-Eisenach, der sie nach seiner Abdankung in Schloss Heinrichau aufbewahrte. Seine Witwe Feodora
verkaufte das Stück 1929 an einen Berliner Händler, dieser wiederum an Joseph Duveen im Auftrag von Clarence H. Mackay in New York. Aus seinem Nachlass wurde es 1939 durch Jacques Seligmann & Co. an das Museum verkauft.